# Cmentarz wojenny nr 322 – Grobla
Cmentarz wojenny nr 322 – Grobla – austriacki cmentarz wojenny z okresu I wojny światowej wybudowany przez Oddział Grobów Wojennych C. i K. Komendantury Wojskowej w Krakowie na terenie jego okręgu IX Bochnia.
Jest to kwatera na cmentarzu parafialnym, znajdującym się w południowo-zachodniej części miejscowości Grobla w gminie Drwinia województwa małopolskiego, po północnej stronie drogi Niepołomice-Szczurowa. 
Niewielka, około 1 ara powierzchni, żołnierska nekropolia położona jest w centrum cmentarza, ma kształt prostokąta. Pochowano na nim 22 żołnierzy austro-węgierskich oraz 5 żołnierzy rosyjskich.
Na grobach brak jest tabliczek imiennych a krzyże są tylko łacińskie. Cmentarz projektował Franz Stark.